# Collegamento a vista
Il collegamento a vista è la locuzione con cui nelle telecomunicazioni si indica che le antenne di due apparati radioelettrici si trovano a portata ottica tra loro; in altre parole per effettuare un collegamento non vi devono essere ostacoli naturali o artificiali (colline, monti, edifici) frapposti tra le due antenne.
Le trasmissioni dalle UHF in poi, fino alle microonde, infatti, hanno la proprietà di richiedere poca potenza, ma una condizione indispensabile perché avvenga il collegamento è che non vi siano ostacoli tra i due elementi radianti. Un esempio sono le trasmissioni via satellite a 11 GHz, le quali, con potenze dell'ordine di qualche centinaia di watt, percorrono lunghe distanze. Nel caso dei satelliti geostazionari (a 36 000 km), è sufficiente che intervengano forti perturbazioni, acquazzoni, nevicate, o per esempio nel caso dei ricevitori GPS è sufficiente del fogliame, per attenuare o anche impedire che il segnale radio sia ricevuto dalle stazioni a terra.